# Kingersheim
 Kingersheim (en alsacià Kíngersche) és un municipi francès, situat a la regió del Gran Est, al departament de l'Alt Rin. L'any 2007 tenia 12.098 habitants.

## Demografia
| 1962  | 1968  | 1975  | 1982  | 1990   | 1999   |
| ----- | ----- | ----- | ----- | ------ | ------ |
| 5.612 | 5.925 | 7.928 | 9.655 | 11.258 | 11.961 |

## Administració
| Període | Identitat      | Partit |
| ------- | -------------- | ------ |
| 2001-   | Joseph Spiegel | PS     |